# 松井田町
松井田町（まついだまち）は、群馬県の西部に存在した町。
安中市と合併し、現在は同市の一部。

## 概要
松井田町松井田の砂子稲荷（不動寺東隣り）にかつて「大きな松の木があり、その根元から水がこんこんと湧き出ていて流れ下った先には水田が一杯できたので『松、井、田』の地名が発生したと伝えられている」。
碓氷峠があり、江戸時代には中山道の松井田宿、坂本宿の2つの宿場があった。松井田八幡宮は源頼朝が立ち寄った記録の残る由緒ある神社である。祭神は、誉田別命（ほむだわけのみこと）、息長足姫命（おぎながらたらしめのみこと）、玉依姫命（たまよりひめのみこと）。玉依姫命（タマヨリビメ (日向神話)）は初代天皇となる神武天皇の母親となる神。ウガヤフキアエズ（またはウガヤフキアワセズ）の命との間の子が神武天皇。
能『鉢木』において佐野源左衛門が鎌倉幕府 執権 北条時頼より賜った領地として「松井田庄」の名前が挙がっている。
松井田は、戦国時代から安土桃山時代にかけて活躍した武将、大道寺政繁（だいどうじ まさしげ；通称：大道寺駿河守）と関係の深い町でもある。NHK大河ドラマ（2009年）「天地人」の原作者、火坂雅志（ひさか まさし）は、『業政駈ける』（角川学芸出版 2010）において、松井田城 とその城代であった大道寺政繁（菩提寺は松井田町新堀の古刹補陀寺）の働きを描いている。
2006年（平成18年）3月18日に安中市と対等合併し、消滅した。奇岩で知られる妙義山のふもとにある。国鉄時代の松井田駅は勾配のある場所にあったため、「スイッチバック式停車場」だった。しかし停車に手間がかかるため、同駅の安中寄りと横川寄りの平坦地に松井田駅、西松井田駅が新たに整備され、スイッチバック式の松井田駅は廃止。急勾配の横川駅と軽井沢駅間にはアプト式（独：System Abt）線路が敷かれていたが、新幹線の登場とともに横川・軽井沢間が廃線に。通称「めがね橋」（碓氷第三橋梁）がアプト式の記念碑として残っている。

## 地理
松井田中学校の逍遥歌や同応援歌に謳われるように、清流碓氷川が街近くを流れ、春は桜、秋は紅葉に輝く妙義山に四季の移り変わりを感じることができる。
街を東西に貫く旧中山道に立ち、西に向かうと夏青く、冬には純白に変わる、秀麗にして荘厳な浅間山が望まれる。
- 山: 妙義山
- 河川: 碓氷川
- 湖沼: 碓氷湖、妙義湖

## 歴史

### 沿革
- 1889年（明治22年） - 町村制施行により碓氷郡松井田町、臼井村、坂本町、西横野村、九十九村、細野村が成立する。
- 1954年（昭和29年） - 松井田町、臼井町、坂本町、西横野村、九十九村、細野村の6町村が合併して新たに松井田町となる。
- 1957年（昭和32年） - 安中市の一部であった琵琶の窪を編入（境界変更）する。
- 1995年（平成7年）2月1日 - 安中市と境界変更。
- 2003年（平成15年）6月1日 - 安中市及び甘楽郡妙義町と境界変更。
- 2004年（平成16年）2月10日 - 安中市との合併を検討する任意合併協議会が設立される。
- 2005年（平成17年）9月4日 - 町長選で宮下氏が合併を強力に推進する前町長内田氏を大差で破り新町長となる。
- 2005年（平成17年）10月27日 - 住民意向調査の結果発表（合併に反対 73．65% 合併に賛成 20．17%）
- 2005年（平成17年）11月4日 - 松井田町の宮下町長が「合併白紙撤回」を目指す意向を表明。
- 2005年（平成17年）12月9日 - 宮下町長　町議会本会議で、合併撤回の断念を表明。
- 2006年（平成18年）1月1日 - 合併反対派住民の団体が合併の白紙撤回や分町を目指すことを表明。
- 2006年（平成18年）3月18日 - 安中市と対等合併し新たに安中市となる。

### 安中市との合併問題
安中市との合併について協議が重ねられ、2006年3月18日に対等合併することで決着した。
しかし合併の官報告示がなされた後に行われた町長選挙で合併に反対派の候補が当選し、さらにその後の住民アンケートで合併反対の意見が賛成意見を大きく上回った。これを受け松井田町側では群馬県および総務省に合併処分の取り消しを要請したが取り消されることはなく、合併撤回を断念せざるを得なかった。
松井田町の公式Webページは、しばらくの間、旧松井田町のドメイン (town.matsuida.gunma.jp) で「安中市松井田支所ホームページ」として存続していたが、2006年12月22日より安中市のドメイン下 (city.annaka.gunma.jp) となり、旧URLではアクセス不能となった。現在も安中市松井田町地区の情報を発信し続けている。
現在も分立を目指す旧・松井田町の住民運動は継続中である。

### 旧松井田町役場

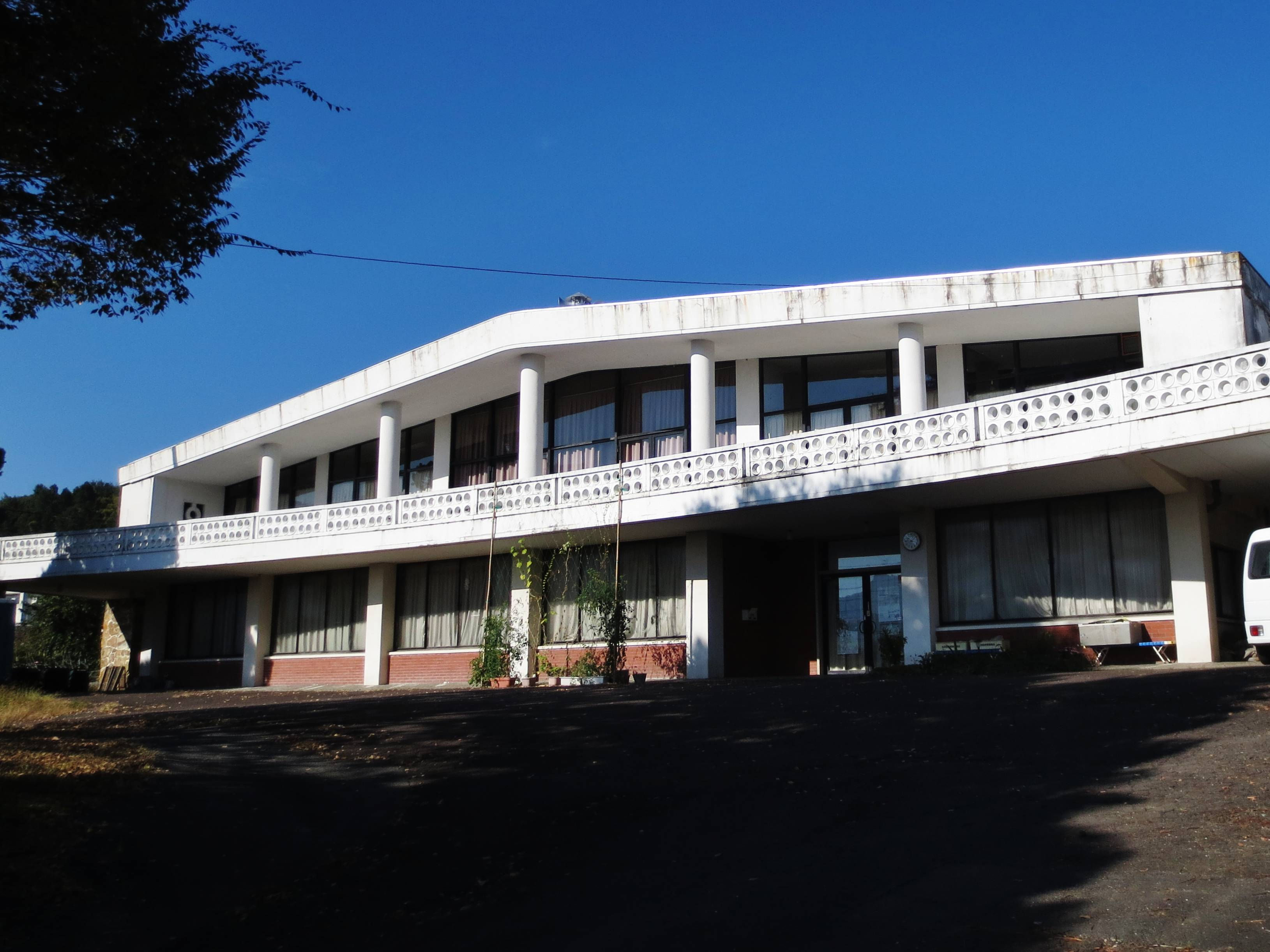
旧松井田町役場
1955年（昭和30年）完成。建築家・白井晟一による作品で、「畑の中のパルテノン」と呼ばれた。

旧松井田町役場は建築家・白井晟一による設計で1955年（昭和30年）に完成した。鉄筋コンクリート二階建ての白亜の建物で「畑の中のパルテノン」と呼ばれた。1992年まで町役場、2017年まで公民館や文化財資料室などとして使われた。しかし、老朽化が進んで天井や壁が剥がれ落ちている箇所もあり閉鎖されている。日本建築家協会に所属する建築家によって保存に向けた活動が行われている。

## 教育

### 小学校
- 松井田町立松井田小学校（現安中市立松井田小学校）
- 松井田町立西横野小学校（現安中市立西横野小学校）
- 松井田町立細野小学校（現安中市立細野小学校）
- 松井田町立九十九小学校（後の安中市立九十九小学校）※2022年3月末閉校（松井田小に統合）。
- 松井田町立臼井小学校（後の安中市立臼井小学校）※2022年3月末閉校（松井田小に統合）。
- 松井田町立坂本小学校（後の安中市立坂本小学校）※2012年3月末をもって閉校（臼井小に統合）。

### 中学校
- 松井田町立北中学校（後の安中市立松井田北中学校）※2023年3月末閉校、松井田中に統合。
- 松井田町立南中学校（後の安中市立松井田南中学校）※2022年3月末閉校、松井田東中と統合して安中市立松井田中学校に。
- 松井田町立東中学校（後の安中市立松井田東中学校）※2022年3月末閉校、松井田南中と統合して松井田中に。
- 松井田町立西中学校（後の安中市立松井田西中学校）※2012年3月末をもって閉校（松井田東中に統合）。

### 高等学校
- 群馬県立松井田高等学校

## 大字
安中市に合併する際、大字が町となり、安中市松井田町○○と安中市の後に町名の松井田町が付くようになった。
- 新堀（現松井田町新堀）
- 松井田（現松井田町松井田）
- 横川（現松井田町横川）
- 五料（現松井田町五料）
- 峠（現松井田町峠）
- 坂本（現松井田町坂本）
- 原（現松井田町原）
- 入山（現松井田町入山）
- 北野牧（現松井田町北野牧）
- 西野牧（現松井田町西野牧）
- 人見（現松井田町人見）
- 二軒在家（現松井田町二軒在家）
- 八城（現松井田町八城）
- 行田（現松井田町行田）
- 下増田（現松井田町下増田）
- 高梨子（現松井田町高梨子）
- 国衙（現松井田町国衙）
- 小日向（現松井田町小日向）
- 土塩（現松井田町土塩）
- 新井（現松井田町新井）
- 上増田（現松井田町上増田）

## 交通

### 鉄道路線
- 中心となる駅：松井田駅（役場最寄り駅は西松井田駅）
- 東日本旅客鉄道（JR東日本）
  - ■ 信越本線
    - 松井田駅 - 西松井田駅 - 横川駅

### バス路線
- JRバス関東碓氷線（横川駅-軽井沢駅）
- 群馬バス（安中車庫〜松井田町役場前）

### 道路
高速道路
上信越自動車道
松井田妙義IC、碓氷軽井沢IC、横川SA
一般国道
国道18号

## 名所・旧跡・観光スポット・祭事・催事

### 観光地
- 碓氷峠鉄道文化むら
- 碓氷峠の森公園交流館「峠の湯」
- 碓氷関所跡
- 碓氷第三橋梁
- 霧積温泉
- 坂本宿